# Scopus
Scopus – naukowa baza danych prowadzona przez wydawnictwo Elsevier, zawierająca informacje o opublikowanych pracach naukowych, takich jak artykuły w czasopismach naukowych, książki, materiały konferencyjne oraz patenty. 

## Opis
W kwietniu 2018 baza zawierała przeszło 70 milionów rekordów, obejmując ponad 37 tys. czasopism naukowych, z czego 22,8 tys. indeksowanych na bieżąco aktywnych tytułów wydawanych przez ponad 5000 wydawców. Ponadto zindeksowanych było w niej ok. 150 tys. książek i 8 mln publikacji w materiałach konferencyjnych. Tematyka prac indeksowanych w bazie obejmuje nauki przyrodnicze, inżynieryjne, medyczne, społeczne, humanistyczne i sztukę.
Scopus powstał w 2004 r. W roku 2016 cytowania w bazie Scopus zostały uzupełnione o dane sięgające do 1970 roku, przy czym około 38 milionów rekordów datowane jest na rok 1996 i późniejsze, a około 22 miliony rekordów pochodzi sprzed 1996. 
Baza ta jest dostępna przez swoją stronę WWW po opłaceniu rocznej subskrypcji. W Polsce od roku 2012 jest ona dostępna bezpłatnie dla instytucji naukowych w ramach licencji krajowej udzielonej Ministerstwu Nauki i Szkolnictwa Wyższego.